# Сысцов, Аполлон Сергеевич
Аполлон Сергеевич Сысцов (25 сентября 1929, Мелекесс, Средне-Волжская область — 8 мая 2005, Москва) — советский государственный деятель, лауреат Государственной премии СССР (1973), министр авиационной промышленности СССР (1985—1991).

## Биография
Окончил в 1962 г. вечернее отделение Ташкентского политехнического института по специальности инженер-механик по самолётостроению.
С 1948 г. на Ташкентском авиационном заводе им. В. П. Чкалова: моторист,
с 1955 г. — инженер-технолог, мастер, старший мастер, начальник участка, заместитель начальника цеха;
с 1963 г. — начальник цеха;
с 1969 г. — главный инженер.
С 1975 г. — первый генеральный директор Ульяновского авиационно-промышленного комплекса.Ульяновского авиационного промышленного комплекса, член коллегии Министерства авиационной промышленности СССР.
С 1981 г. — первый заместитель министра авиационной промышленности СССР.
С ноября 1985 г. — министр авиационной промышленности СССР.
Член КПСС с 1961 г. Член ЦК КПСС в 1986—1990 гг. Депутат Верховного Совета СССР 11 созыва.
С декабря 1991 г. персональный пенсионер союзного значения.

## Награды и звания
Награждён орденом Ленина, орденом Октябрьской Революции, двумя орденами Трудового Красного Знамени. Лауреат Государственной премии СССР (1973).

## Память
- 29 сентября 2005 года на территории завода «Авиастар-СП» открыли памятник его первому генеральному директору Аполлону Сергеевичу Сысцову.
- На предприятии учреждено десять стипендий его имени для самых одарённых студентов ульяновских университетов, которые после учёбы придут на «Авиастар»[1].